# Олаф II Святой
О́лаф II (Олаф Святой, Олаф Харальдссон, Олаф Толстый; др.-сканд. Óláfr Digre, норв. Olav den hellige/Heilag Olav; 995 — 29 июля (либо 31 августа) 1030) — король Норвегии с 1015 по 1028 год, представитель династии Хорфагеров, сын Харальда Гренландца. Ему посвящена «Сага об Олаве Святом». Один из самых почитаемых в Скандинавии общехристианских святых (почитается также Православной церковью).

## Биография
Олаф родился в 995 году. Он был сыном вестфольдского конунга Харальда Гренске (Гренландца) и праправнуком Харальда Прекрасноволосого; Харальд Суровый был его единоутробным братом. В 1009—1013 годах Олаф сражался в Англии (сначала на стороне датчан, а потом на стороне англосаксов). В 1013 году в Нормандии был обращён в христианство, крещён в Руане и поступил на службу к английскому королю в изгнании Этельреду. Он помог Этельреду вернуться в Англию и сражался на его стороне против датчан.
В 1015 году Олаф вместе с епископом Зигфридом выехал в Норвегию, где бонды и провинциальные правители провозгласили его королём.
В 1017 году в Швецию был отправлен послом Бьёрн Окольничий с предложениями о мире, причём одним из способов урегулирования конфликта была женитьба Олафа II на дочери Олафа Шётконунга Ингигерде, и решение об этом браке было принято на тинге в Уппсале.
Для шведов этот брак был выгоден как способ установить мир на границе, и они убедили Олафа Шётконунга дать клятву, что он выдаст Ингигерду за Олафа II. Причём известно, что его дочь хотела этого брака. Свадьба должна была состояться осенью на границе двух государств на берегу реки Эльв. В соответствии с достигнутыми соглашениями осенью 1018 года Олаф II прибыл на границу для свидания с невестой и её отцом, но их там не оказалось. Отправленные в Швецию гонцы привезли неутешительное известие: ещё летом к Олафу Шётконунгу прибыли сваты от новгородского «конунга Ярицлейва» (новгродского князя Ярослава Мудрого), и шведский король выдал Ингигерду за него. Олаф же женился на её сводной сестре Астрид.
Согласно «Пряди об Эймунде», во время пребывания Олафа в Новгороде Ингигерда «имела с ним тайную любовную связь».
Проводимые Олафом более решительно и последовательно, чем его предшественниками, борьба с язычеством, сокращение традиционных «свобод» с целью усиления королевской власти, изменения в системе кормлений и сбора податей и прочее привели к разрыву между ним и большой частью старой знати, а также присоединившимися к знати бондами. Противники Олафа внутри страны встали на сторону претендовавшего на власть в Норвегии короля Англии и Дании Кнута Великого.
В 1027 году в союзе со Швецией Олаф напал на Данию, но потерпел поражение и в 1028 году был вынужден бежать в Швецию и затем на Русь, в Новгород к Ингигерде. Бежал он туда вместе с малолетним сыном Магнусом, оставив в Швеции жену Астрид. В Новгороде Ингигерда настояла, чтобы Магнус остался у Ярослава. В это время норвежский престол занял Кнуд I, поставивший «наместником» своего сына от наложницы Альвивы Свейна.
В 1030 году по зову своих сторонников вернулся в Норвегию, и попытался с шведской помощью вернуть себе престол, но в июле того же года (29-го либо 31-го числа) был убит Ториром Собакой в битве при Стикластадире, сражаясь с войском норвежской родовой знати и бондов.

## Семья
У Олафа Святого был один сын — Магнус Добрый (ок. 1024—1047), король Норвегии (1035—1047) и Дании (1042—1047), и одна дочь — Вульфхильда Норвежская (1020—1071], жена с 1042 года Ордульфа (ок. 1020—1072), герцога Саксонии (1059—1072).

### Спорные вопросы генеалогии
О. Н. Барабанов утверждал возможность происхождения Владимира Мономаха и его потомков от Олафа Святого. Саги, анализ которых был проведен российско-немецким скандинавистом Ф. А. Брауном (1924), а также российским скандинавистом Т. Н. Джаксон, утверждают, что во время пребывания Олафа на Руси у него была «тайная любовь» с Ингигердой. О том, что сыном Ингигерды от Олафа мог быть родившийся в 1030 году Всеволод Ярославич (отец Мономаха), писал и С.С. Алексашин. Однако достоверность легенд, изложенных в скандинавских сагах, ставится под сомнение историками-скандинавистами, такими как Е. А. Мельникова, Г. В. Глазырина и самой Т. Н. Джаксон: по их словам, исторические факты в сагах подверглись сильной беллетризации — в сюжете о «тайной любви» слишком много от европейской куртуазной литературы, распространённой в XII—XIII веках, то есть в то время, когда записывались саги, и поведение героев саг типично для подобного сюжета.

## Канонизация и почитание
Прославление Олафа в лике святых состоялось в Норвегии 3 августа 1031 году (память 29 июля) — в этот день епископ Гримкель с согласия конунга Свейна и «по решению всего народа» «объявил, что Олав конунг — святой» и перенёс его останки в церковь Св. Клемента, основанную ещё Олафом в Нидаросе (Тронхейме). В 1164 году папой Александром III был причислен к лику святых и стал почитаться как покровитель Норвегии.
Тропа святого Олафа — туристический и паломнический маршрут, связывающий шведский город Селонгер и Нидаросский собор в Тронхейме в Норвегии, в 2010 году получил статус культурного маршрута совета Европы.
Святой Олаф является последним по времени западным святым (до Великой схизмы 1054 года), почитаемым также и на христианском Востоке (Святой благоверный Олаф II Харальдссон, король Норвегии, креститель и просветитель норвежцев).
В Дании во имя святого Олафа освящён храм в Хельсингёре. Одна из старейших церквей Фарерских островов, находящаяся в посёлке Чирчубёвур, носит имя святого Олава. Ему также посвящён национальный праздник архипелага — Оулавсёка.
В Готенгофе, торговом поселении готландских купцов вблизи Новгорода, не позднее 1100 года была построена церковь Святого Олафа. Такая же церковь была построена в Старой Ладоге — одном из первых варяжских поселений на славянских землях, где он проездом гостил у посадника Рёгнвальда Ульвсона, родственника своей бывшей невесты Ингигерды, так как между Олафом и Ингигердой была «самая большая дружба» или, как сказано, в «Пряди об Эймунде» — Ингигерда «имела с ним тайную любовную связь».
Донжон Выборгского замка, долгое время считавшийся самым высоким в Скандинавии, также назван в честь норвежского короля (башня Святого Олафа). Известны крепость Св. Олафа в Савонлинне (Финляндия) и церковь Св. Олафа — самое высокое здание Старого Таллина. Святой Олаф считается покровителем путешественников по Балтийскому морю.
В Англии во имя святого Олафа освящены храмы в Лондоне, Похилле и Уосдэйл-Хед.